# Nafaría
Nafaría ist ein Weiler der Gemeinde Vegadeo der Autonomen Region Asturien in Spanien.

## Geographie
Nafaría liegt an der Quelle des Rio Montouto, einem der Nebenflüsse des Rio Eo, und hat 19 Einwohner (2011) auf einer Fläche von 27,87 km². Die nächste größere Ortschaft ist Vegadeo, der 13 km entfernte Hauptort der gleichnamigen Gemeinde. Das Dorf gehört zur Parroquia Meredo.

## Verkehrsanbindung
Über die AS-11
nächster Flugplatz: Rozas 26 km, Flughafen Asturias 114 km

## Klima
Angenehm milde Sommer mit ebenfalls milden, selten strengen Wintern. In den Hochlagen können die Winter durchaus streng werden.

## Sehenswürdigkeiten
- Reserva Natural Parcial de la Ría del Eo (Naturpark)